# Ітіхара Сейкі
Ітіхара Сейкі (яп. 市原 聖曠; нар. Японія) — японська футболістка та тренерка. Працювала головною тренеркою жіночої збірної Японії.

## Кар'єра тренера
У 1981 році Ітіхара була призначена першою тренеркою жіночої збірної Японії, яка виступала на Жіночому чемпіонаті Азії 1981 року. На цьому турнірі, 7 червня, японки зіграли проти Тайваню. Цей поєдинок став першим в історії жіночої збірної Японії. 13 червня збірна Японія обіграла Індонезію (1:0) завдяки голу Ханди Ецуко. Це була перша перемога японської збірної на міжнародному рівні. На чолі з Сейкі збірна зіграла 5 матчів, у тому числі 3 — на жіночому чемпіонаті Азії 1981 року.